# Windows Presentation Foundation

A Windows Presentation Foundation (WPF, kódnevén Avalon) grafikus felhasználói felületek készítéséhez használatos osztálykönyvtár, fejlesztője a Microsoft. A WPF a .NET keretrendszer 3.0 verziójában jelent meg, kialakításában jelentősen különbözik a korábbi azonos célú megoldástól, a Windows Formstól.
A WPF osztálykönyvtárait beépítve tartalmazzák a Windows Vista, illetve a Windows Server 2008 kiadások óta a Windows operációs rendszerek. A korábbi változatokhoz külön telepíthetők.

## Tulajdonságok

### Deklaratív felhasználói felület
A WPF egyik fő újítása a korábbi ablaktervező megoldáshoz képest a felület és az üzleti logika szétválasztása. Az ablakok tervezése egy XML alapú jelölőnyelvvel, a  XAML-lel történik. A jelölőnyelv, illetve a feladatok szétválasztása a programozók és látványért felelős munkatársak könnyebb együttműködését teszi lehetővé.

### Vektorgrafika
A WPF alkalmazások grafikai elemei vektorgrafikusak, ezáltal lehetővé teszik az esztétikus átméretezést, és lényegesen kevesebb tárterületet foglalnak.

### Animáció
A WPF, és a kisebb halmazának tekinthető Microsoft Silverlight egyaránt lehetővé teszi animációk deklaratív definiálását. 

### Grafikus gyorsítás
A WPF a megjelenítéshez a GDI mellőzésével DirectX-et használ, amellyel sokkal jobb teljesítmény érhető el.

### Adatkötés
Az adatkötés a felhasználói felület és az üzleti logika között teremti meg a kapcsolatot. Ez több úton-módon történhet, az egyirányú, egyszeri kapcsolattól a kétirányú, szinkronban tartott kapcsolatig.

## Eszközök
Az alkalmazások fejlesztéséhez, felületük kialakításához számos integrált fejlesztői környezet létezik, a legelterjedtebb a Microsoft Visual Studio, illetve a Microsoft Expression termékcsalád. Utóbbi főleg a látványtervezőket célozza.
Külső cégek is készítettek fejlesztőeszközöket WPF fejlesztéshez, ilyen például a SharpDevelop és a PowerBuilder.
A WPF alkalmazásfejlesztés számos programozási nyelven történhet, ilyen például a C# és a Visual Basic.NET.